# Nirarathamnos asarifolius
Nirarathamnos asarifolius is een plantensoort uit de schermbloemenfamilie (Apiaceae). Het is een kleine struik met een groeihoogte tot 50 centimeter. De struik heeft verwrongen stengels en leerachtige glanzende bladeren. De soort staat op de Rode Lijst van de IUCN geklasseerd als 'kwetsbaar'.
De soort komt voor op het bij Jemen behorende eiland Socotra. Hij groeit in het Hajhirgebergte op hoogtes tussen 1000 en 1500 meter, in spleten van verticale rotswanden en op granieten toppen.